# Ulrik Scheffer
Ulrik Scheffer, född 5 augusti 1716 i Nyköping, död 4 mars 1799 på Eks säteri, Skaraborgs län, var en svensk greve och generallöjtnant. Han var ambassadör i Paris, ledamot av Kungliga Vetenskapsakademien och ledamot av det Sekreta utskottet. Scheffer var riksråd åren 1769–1772, samt kanslipresident åren 1772–1783. Han var mellan åren 1772 och 1783 dessutom en av Gustav III:s mest tongivande rådgivare, framförallt inom utrikespolitiken. Han var riddare av Serafimerorden samt kommendör av Svärdsorden.

## Biografi
Ulrik Scheffer var son till presidenten i hovrätten, friherre Peter Scheffer och Helena Maria Ehrenstierna, samt sonson till Johannes Schefferus, och bror till Carl Fredrik Scheffer och Per Scheffer.
Scheffer blev efter avslutade studier vid Uppsala universitet 1733 auskultant i Kommerskollegium och 1736 hovjunkare. Vid ryska krigets utbrott 1741 ingick han som volontär vid den svenska armé som befann sig i Finland, och tjänstgjorde en tid som Charles Emil Lewenhaupts adjutant. 1742 blev han löjtnant vid Karelska dragonregementet och 1745 kapten vid Jönköpings regemente. Han hade redan förut gått i fransk tjänst, kämpade 1744–48 under Frankrikes fanor med utmärkelse i österrikiska tronföljdskriget och avancerade därunder till överste. I svenska armén blev han 1750 utnämnd till generaladjutant och samma år till överstelöjtnant vid Jämtlands regemente.

### 1750-talet
Hemkommen 1751, började han utveckla betydande verksamhet som riksdagsledamot; redan 1746–47 hade han, med tjänstledighet som fransk officer, uppträtt på Riddarhuset för att förstärka Hattpartiet. Vid riksdagen 1751–52 räknades han till partiets bästa förmågor samt insattes i sekreta utskottet och dess mindre sekreta deputation, där han förfäktade ständernas rättigheter. 1752 blev han av rådet nästan enhälligt utsedd till sin broders, Carl Fredrik Scheffers, efterträdare som minister i Paris. Under inflytande av sin bror sympatiserade han med Danmark, och skulle verka för fred med landet. 1756 års sjöunionskontrakt med Danmark, är ett verk av bröderna Scheffer och ministern i Köpenhamn, Otto Fleming.
Han hemkom på permission för att bevista riksdagen 1755–56. Han insattes åter i sekreta utskottet och mindre sekreta deputationen, tog upp frågan om ändring av kronprinsens uppfostrare, var med om att uppsätta instruktionen för kronprinsens guvernör, genomdrev utgivandet av en riksdagstidning, uppsatte svaret på sekreta propositionen och uppträdde över huvud som en av hovets skarpaste motståndare och hattarnas främsta ledare.

### 1760-talet
Som belöning för sina tjänster mottog han av ständerna en gratifikation av 3 000 riksdaler specie. Han upphöjdes 1761 till ambassadör. På hösten 1764 hemkom Scheffer ännu en gång för att deltaga i riksdagskampen och biträdde Fersen vid ledningen av hattarnas valagitation till 1765–1766 års riksdag, vid vilken han ifrågasattes till lantmarskalk. Sekreta utskottet, som nu behärskades av mösspartiet, var krigsmotståndare och ivrade för sparsamhet, beslutade att hans ambassadörsvärdighet skulle upphöra, och befallde i mars 1765 alla hemmavarande ministrar att återvända till sina poster. Hellre än att sålunda drivas bort från riksdagen och med lägre rang vända tillbaka till Frankrike, begärde Scheffer att bli återkallad från sin beskickning. Under riksdagen ingrep han livligt i frågornas behandling och klandrade bland annat de nya inskränkningar i kungamakten, vilka mössorna genomdrivit.
Han återgick nu till tjänstgöring inom armén, inom vilken han utnämnts till överste vid Kronprinsens regemente 1764, och blev 1766 överste vid Västgöta-Dals regemente. Vid 1769 års riksdag var han igen en av hattarnas ledare i sekreta utskottet samt blev samma år riksråd och rikskansliråd.

### 1770-talet
Sedan mössorna åter vid följande riksdag fått överhanden, genomdrev de hans avsättning i april 1772, men efter revolutionen, varunder han vistades i Västergötland, inkallade kungen honom åter i rådet samt utnämnde honom till kanslipresident. 1771 hade Scheffer blivit upphöjd till greve och 1772 vald till kansler för Kungliga Akademien i Åbo. 1776 invaldes han som ledamot nummer 210 av Kungliga Vetenskapsakademien.
Med den nya tid, som inleddes av statsvälvningen 1772, börjar den stora perioden av Scheffers liv, då han på grund av kungens förtroende fick tillfälle att utveckla sin betydande statsmannabegåvning och näst kungen var den främste ledaren av Sveriges öden under mer än ett årtionde. I första rummet ålåg Scheffer utrikespolitikens ledning. Förtjänsten om fredens bevarande under de utomordentligt farliga och hotande konjunkturer som rådde närmast efter statskuppen, tillkommer i främsta rummet honom; han var också kungen följaktig vid dennes besök i Sankt Petersburg 1777 och vann därunder även Katarina II:s synnerliga aktning. Framför allt har han mer än andra förtjänsten om det förbund som 1780 slöts mellan de tre nordiska makterna till den neutrala handelns skydd mot England under det pågående världskriget. Genom denna politik höjde Scheffer inom kort Sveriges anseende inom den samtida västärlden och har lett till att han har sagts vara en av Sveriges främsta utrikesministrar.
Liksom brodern hade Scheffer även stort intresse för ekonomiska frågor och sympatiserade med de friare åsikter som gjordes gällande av den fysiokratiska skolan. Johan Liljencrantz, Gustav III:s finansminister, stod Scheffer mycket nära och hade i denna vänskap sitt främsta stöd. Scheffer hade också mycken andel i realisationen 1777 och i Sveriges återställda kredit i utlandet, liksom i näringarnas frigörande och handelns uppblomstring.
Som gammal militär ägde Scheffer även i krigskonseljen betydligt inflytande och befordrade försvarsväsendets återupprättande och flottans nydaning. Det har sagts att han på grund av sin bredd och betydelse i själva verket borde betraktas som en premiärminister. "Det är – säger Claes Theodor Odhner – "en statsmannabana, som i mångsidighet och genomgripande betydelse endast står tillbaka för Axel Oxenstiernas, Johan Gyllenstiernas och Arvid Horns".

### 1780-talet
Scheffer gillade inte de krigsplaner och erövringstendenser som efter hand började få insteg hos Gustav III på 1780-talet; han hade dessutom länge längtat efter tillfälle att få dra sig tillbaka till ett fridfullt liv på landet. På egen enträgen begäran erhöll han av Gustav III 5 juni 1783 avsked från alla sina ämbeten under de mest smickrande och erkännsamma uttalanden från kungens sida. Kungen visade sin tacksamhet även genom att inbetala sista återstoden av Scheffers skuld till staten från hans ambassadörstid i Frankrike (20 000 livrés) och tillägga honom en pension på 3 000 riksdaler specie. Efter nedläggandet av sina ämbeten drog sig Scheffer tillbaka till fädernegården Ek i närheten av Mariestad, en gård han löst ut från syskonen. Här tillbringade han sin återstående levnad med sin maka, Stina Piper, änka i sitt första gifte efter Erik Brahe, upptagen av lantliga sysslor, fjärran från politiken. Vid några tillfällen, 1784 och 1788, uppsöktes han av kungen, som i svåra lägen inhämtade hans råd, men f. ö. ingrep han på intet sätt i det politiska livet, fast han levde ända intill århundradets slut.

## Eftermäle
Ett porträtt av Scheffer, utfört av Alexander Roslin, finns vid Skoklosters slott. Ulrik Scheffers födelsedag, den 5 augusti, bär sedan 1901 namnet Ulrik, till hans ära.